# Bewegungsmangel

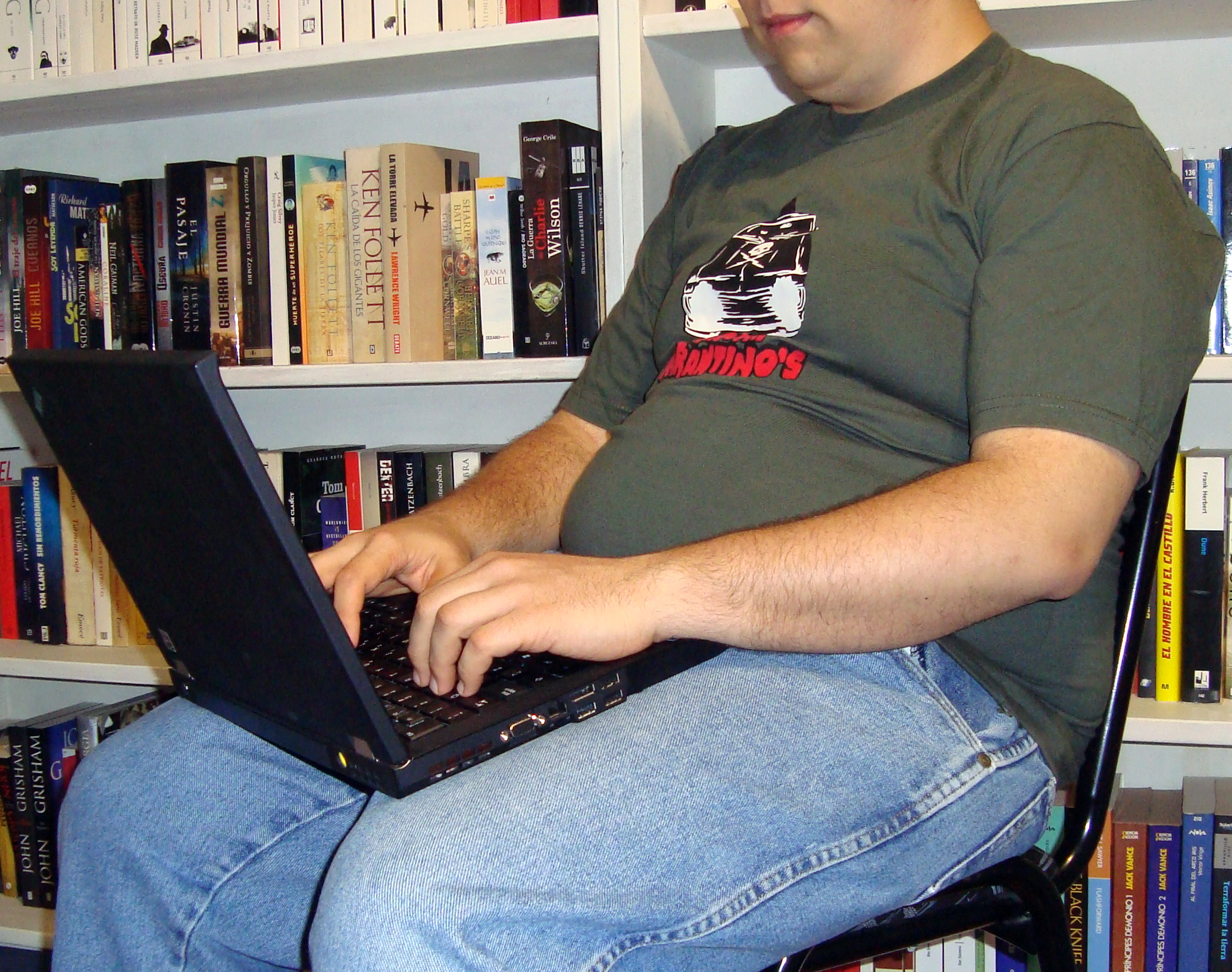
Bewegungsmangel führt oft zu Übergewicht.

Als Bewegungsmangel wird ein Zivilisationsphänomen bezeichnet, das durch die Veränderungen im Berufs- und Arbeitsleben mit dem Trend zu überwiegend sitzenden Tätigkeiten in der modernen Industriegesellschaft hervorgerufen wird. Diese Tätigkeiten entsprechen nicht den in früheren Zeiten vorhandenen Bewegungsnotwendigkeiten, die erforderlich waren, um die Ernährung zu sichern, wie z. B. Jagd und Ackerbau.

## Ausmaß des Bewegungsmangels
Weltweit bewegen sich laut Weltgesundheitsorganisation (WHO) 1,4 Milliarden Menschen so wenig, dass sich dadurch ihr Risiko für Herzkreislauf-Krankheiten, Typ-2-Diabetes, Demenz und verschiedene Krebsleiden erhöht. Nach der WHO-Definition liegt Bewegungsmangel vor, wenn mindestens 150 Minuten Bewegung pro Woche oder 75 Minuten Sport pro Woche nicht erfüllt werden. Deutschland belegt dabei mit 42,2 Prozent der Bevölkerung einen Spitzenplatz unter den Industrieländern, noch vor den USA mit 40 Prozent und dem Vereinigten Königreich mit 36 Prozent (Stand 2016). Zwischen 2001 und 2016 stieg die Prävalenz der körperlichen Inaktivität in Deutschland um mehr als 15 %. Deutschland gehört damit laut WHO neben Brasilien, Bulgarien, den Philippinen und Singapur zu den Ländern mit dem größten Anstieg. Im Jahr 2019 veröffentlichte die WHO eine Studie, laut der sich im weltweiten Schnitt 81 Prozent der Jugendlichen weniger als eine Stunde pro Tag bewegen.

## Folgen von Bewegungsmangel
Die Folgen des zunehmenden Bewegungsmangels sind gravierend: Ein großer Teil der Bevölkerung leidet an chronischen Rückenschmerzen. Neben Fehlernährung und Rauchen ist der Bewegungsmangel eine der häufigsten Ursachen für Zivilisationskrankheiten, wie z. B. Bluthochdruck, Diabetes mellitus, koronare Herzkrankheit, Muskelschwund und Allergien. Die gesamtgesellschaftlichen Kosten, der durch Bewegungsmangel verursachten bzw. begünstigten Krankheiten sind sehr hoch. Eine Bevölkerungsstudie identifizierte Bewegungsmangel zudem als entscheidenden Risikofaktor für das Auftreten der Alzheimer-Krankheit.
Jedes Jahr sterben nach WHO-Angaben ungefähr 600.000 Menschen in Europa an Bewegungsmangel. Durch Übergewicht und Adipositas sterben weitere 1.000.000. In Deutschland bewegen sich Kinder zu wenig: Nur etwa 24 % der elfjährigen Mädchen bewegen sich eine Stunde oder mehr pro Tag. Dies treffe auch für etwa jeden dritten Jungen von elf Jahren zu. Fachleute sprechen heute bereits von einer „Generation Chips“, benannt nach dem Buch des Klinikmanagers Edmund Fröhlich und Susanne Finsterer mit dem Untertitel „Computer und Fastfood – was unsere Kinder in die Fettsucht treibt“.
Das Sterberisiko steigt innerhalb von 20 Jahren um 56 %, wenn man sich wenig bewegt, um 52 % durch Rauchen, um 31 % durch schlechte Ernährung und um 26 % durch viel Alkohol.
Es sind alle Altersgruppen von der Problematik betroffen. Durch vermehrtes Sitzen im Kindergartenalter wird bereits die Grundlage für späteren Bewegungsmangel gelegt. Das „dicke Kind“ wird sich auch später nicht genug bewegen. Allgemein ist davon auszugehen, dass unter normalen Lebensbedingungen bei gesunden Erwachsenen die Skelettmuskulatur bereits nach dem zweiten bis dritten Lebensjahrzehnt an Leistungsfähigkeit einbüßt. Der Masseverlust ist die auffälligste Veränderung am Skelettmuskel. Er beginnt etwa Mitte zwanzig. Bis zum 80. Lebensjahr ist etwa die Hälfte der Muskelmasse geschwunden. Damit verbunden ist ein deutlicher Kraftverlust, der erhebliche Auswirkungen auf die Leistungsfähigkeit, Lebensqualität und Gesundheit haben kann. Bis zum 45. Lebensjahr beträgt der Kraftabfall ca. 5 % pro Lebensjahrzehnt. Danach tritt ein beschleunigter Verlust um ca. 10 % pro Lebensdekade ein. Es kommt zu einer schrittweisen Abnahme der Muskelkraft und Kraftausdauer, zudem verringert sich die Arbeitsökonomie der Muskulatur. Besonders für ältere und alte Menschen betonen Untersuchungen deshalb zunehmend den Stellenwert der Muskelkraft: Sie ist zentral, um tägliche Aktivitäten wie Laufen, Heben und Treppensteigen selbstständig und langfristig durchführen zu können. Ein Krafttraining trägt damit wesentlich zur Steigerung der Leistungsfähigkeit und der Lebensqualität im Alter bei.
Körperliche Aktivität ist bei der Vorbeugung von Osteoporose von hoher Bedeutung. Dynamische Be- und Entlastung ist zudem wichtig für den Stoffwechsel von Knorpel und Bandscheiben.
Von regelmäßigem Training profitieren selbst chronisch Kranke. Wurde Patienten über lange Zeit Ruhe verordnet, lässt man heutzutage sogar Menschen mit chronischer Herzinsuffizienz regelmäßig, aber moderat, Sport treiben. Neben einer verbesserten Belastbarkeit hellt sich bei den meisten Betroffenen auch das Gemüt spürbar auf.

## Präventivmaßnahmen gegen Bewegungsmangel in der Bevölkerung
Durch Sportvereine, verstärkten Schulsport, durch Maßnahmen der betrieblichen Gesundheitsförderung und durch Appelle an die Bevölkerung, in der Freizeit mehr Sport zu treiben oder ein bewegtes Leben zu führen, wird versucht, auf ein besseres Bewegungsverhalten der Bevölkerung hinzuwirken. Gegenwärtig sind bei den Krankenkassen sogenannte Bonusprogramme im Gespräch: Sie wollen z. B. durch Beitragsreduzierungen erreichen, dass Versicherte in Sportvereinen aktiv mitwirken und dadurch etwas für ihre Gesundheit tun und dazu beitragen, dass die Versichertengemeinschaft Geld spart.
Mit steigendem Gewicht kann auch der Blutdruck ansteigen. Es gibt kaum noch Zweifel an einem direkten Nutzen körperlichen Trainings für Herz und Kreislauf. Allerdings treiben 45 % der deutschen Erwachsenen keinen Sport und nur jeder achte erreicht die derzeitigen Empfehlungen für ausreichende körperliche Aktivität.

### Globaler Aktionsplan der Weltgesundheitsorganisation
Die Weltgesundheitsorganisation hat 2018 einen globalen Aktionsplan gegen Bewegungsmangel verabschiedet. Dadurch soll die körperliche Inaktivität bis 2025 weltweit um 10 %, und bis 2030 um 15 % reduziert werden. Um diese zu erreichen, wurden 4 Ziele benannt:
1. Gestaltung aktiver Gesellschaften
2. Gestaltung aktiver Umwelt
3. Förderung von körperlicher Aktivität
4. Gestaltung aktiver Systeme

## Neuere Studien
Zumeist wird in Bewegungsmangel die Ursache für Übergewicht bei Kindern und Erwachsenen gesehen. Der britischen Studie EarlyBird45 zufolge, die den Zusammenhang von Übergewicht und Bewegung bei Kindern untersucht, verwechselt diese Annahme allerdings Ursache und Wirkung: Nicht der Bewegungsmangel verursache das Übergewicht, vielmehr führe das Übergewicht zur Bewegungsunlust.
In Deutschland untersucht eine Langzeitstudie des Robert Koch-Instituts – KiGGS – die Gesundheit von Kindern und Jugendlichen in Deutschland, dabei auch die Ursachen und Folgen von Übergewicht und Bewegungsmangel.
Ebenfalls Gegenstand aktueller Untersuchungen sind positive Auswirkungen von regelmäßigen Ausdauer-, Kraft- und Koordinationsübungen bei Krebserkrankten.
Aktuelle Ergebnisse zeigen auf, dass ein durch langes Sitzen geprägter Alltag („sedentärer Lebensstil“) negative Auswirkungen hat, die nicht ohne Weiteres durch sportliche Aktivität kompensiert werden können. Das Fehlen von Stehen, Gehen und körperlicher Bewegung führt zu einer verringerten Insulinsensitivität und anderen metabolischen Störungen. Ergebnisse deuten darauf hin, dass ein Fitnesstraining bei Personen, die ansonsten körperlich inaktiv sind, weniger positive Wirkungen auf den Stoffwechsel hat als bei körperlich aktiven Personen.

## Bewegungsmangel am Arbeitsplatz
Durch die stete Abnahme der physischen Arbeitslast und die steigende Anzahl an Büro- und Bildschirmarbeitsplätzen sind immer mehr Beschäftigte von Bewegungsmangel am Arbeitsplatz betroffen. Fachleute empfehlen häufig Sport in der Freizeit, um den Mangel an körperlicher Aktivität bei der Arbeit auszugleichen. Vielen Menschen gelingt es jedoch nicht, Zeit für Sport in ihren Alltag einzubauen. Außerdem können die negativen Auswirkungen langen Sitzens nicht durch gelegentliche sportliche Aktivitäten gemindert werden, ebenso wird die Stoffwechselquote nicht erhöht. Daher erscheint eine Erhöhung des Aktivitätslevels am Arbeitsplatz sinnvoll, beispielsweise durch regelmäßige Bewegungsangebote für Arbeitspausen.
Eine weitere Lösung könnten dynamische Arbeitsstationen sein: Sie ersetzen oder ergänzen den Bürostuhl durch Bewegungselemente wie Laufbänder, Fahrradergometer oder Stepper. Erste derartige Produkte sind in den USA bereits erhältlich.
Eine Untersuchung des IFA hat zwei dynamische Arbeitsplatzvarianten mit einem klassischen Sitz- und einem konventionellen Steharbeitsplatz verglichen. Körperliche Aktivität, Herzfrequenz und Energieumsatz sind an den dynamischen Arbeitsstationen deutlich erhöht. Je nach Art und Intensität der Bewegung steigt der Energieumsatz um bis zu 100 Prozent. Gleichzeitig bleibt das Arbeitsergebnis von den aktivierenden Maßnahmen weitestgehend unberührt. Allerdings äußerten die Versuchspersonen Vorbehalte gegenüber dieser Form von Arbeitsplatz: Unergonomische Gestaltung und Ablenkung sind hierfür wesentliche Gründe. Prinzipiell können dynamische Arbeitsstationen einen Beitrag zur Gesundheitsförderung der Beschäftigten leisten, müssen aber noch verbessert werden.
Eine weitere Studie hat das Schreibtischergometer „Deskbike“ und das Untertischgerät „activeLifeTrainer“ auf ihre Eignung in Büros getestet. Erfasst wurden das Ausleih- und Nutzungsverhalten, physiologische Effekte, die Nutzungsmotivation, die subjektiv empfundene Praktikabilität und das Wohlbefinden. Insgesamt wurden die Geräte an 40 % der Tage innerhalb des Interventionszeitraumes für fast eine Stunde pro Tag genutzt, das Deskbike etwas häufiger. Beide Geräte steigern Energieumsatz und die Herzfrequenz, werden als gut einsetzbar empfunden und stören die Arbeit nicht. Eine Verbesserung des allgemeinen Wohlbefindens resultiert ab einer zwei- bis dreimaligen wöchentlichen Nutzung.